# Naoki Ishikawa
Naoki Ishikawa (jap. 石川 直樹, Ishikawa Naoki; * 13. September 1985 in Kashiwa, Präfektur Chiba) ist ein japanischer Fußballspieler.

## Karriere
Naoki Ishikawa erlernte das Fußballspielen in der Jugendmannschaft von Kashiwa Reysol. Hier unterschrieb er auch 2004 seinen ersten Profivertrag. Der Verein aus Kashiwa, einer Stadt in der Präfektur Chiba auf Honshū, der Hauptinsel von Japan, spielte in der höchsten Liga des Landes, der J1 League. 2005 musste er mit dem Club den Weg in die Zweitklassigkeit antreten. Ein Jahr später wurde er mit dem Verein Vizemeister der J2 League und stieg direkt wieder in die erste Liga auf. Von 2009 bis 2010 wurde er an den Zweitligisten Hokkaido Consadole Sapporo nach Sapporo ausgeliehen. Für Sapporo absolvierte er 54 Zweitligaspiele. 2011 nahm ihn der Erstligist Albirex Niigata unter Vertrag. Mit dem Club aus Niigata spielte er 54-mal in der ersten Liga. Der Ligakonkurrent Vegalta Sendai aus Sendai verpflichtete ihn ab 2013. Für Vegalta stand er bis Mitte 2017 126-mal auf dem Spielfeld. Im Juli 2017 unterschrieb er einen Vertrag beim ebenfalls in der ersten Liga spielenden Hokkaido Consadole Sapporo. 2019 stand er mit Sapporo im Finale des J.League Cup, dass der Verein aber im Elfmeterschießen gegen den Erstligisten Kawasaki Frontale verlor.

## Erfolge
Kashiwa Reysol
- J2 League

Vizemeister: 2006
Hokkaido Consadole Sapporo
- J.League Cup

Finalist: 2019